# Physaria curvipes
Physaria curvipes är en korsblommig växtart som först beskrevs av A. Nels., och fick sitt nu gällande namn av Grady och O'kane. Physaria curvipes ingår i släktet Physaria och familjen korsblommiga växter. Inga underarter finns listade i Catalogue of Life.